# Distrito de Tamburco
El Distrito peruano de Tamburco es uno de los nueve distritos de la Provincia de Abancay ubicada en el departamento de Apurímac, bajo la administración del Gobierno regional de Apurímac, en el sur del Perú.
Desde el punto de vista jerárquico de la Iglesia católica forma parte de la Diócesis de Abancay la cual, a su vez, pertenece a la Arquidiócesis de Cusco.

## Historia
El distrito fue creado mediante Ley del 31 de diciembre de 1941, en el Primer gobierno de Manuel Prado Ugarteche.
Su nombre deriva de las voces quechuas Tambo (descanso) y Orcco (cerro); siendo así semánticamente Cerro de Descanso, en efecto en la etapa colonial del Perú, Tamburco era un centro de descanso y abastecimiento.

## Geografía
Está ubicado en los 13º37’05” latitud sur y 72º52'18"	latitud oeste, a 2,581 m s. n. m. con una superficie de 54.6 km² y una población de 6603 habitantes, estimada al 2005.

## Capital
Su capital es la localidad de Tamburco. ()
Es célebre porque en este pueblo nació la heroína Micaela Bastidas, esposa de Túpac Amaru II, quienes alzaron la rebelión contra la colonia española.

## Autoridades

### Municipales
- 2023-2026:[4]
  - Alcalde: Raul Silva Campos, Partido Progresista de Apurimac.
  - Regidores: Wilbert Kevin Chavez Saavedra (PROG), Nataly Huaraca Villarroel (PROG), Godo Fredo Ramos Palomino (PROG), Yuli Garcia Camacho (PROG), Maricruz Saavedra Pereira (AP)

## Atractivos turísticos
- Santuario Nacional de Ampay, área natural protegida con extensión de 3635.50 ha y una altura entre los 2880 y 3800 m s. n. m.[5] Protege venados, pumas, zorros, oso de anteojos, vizcachas y perdices.
- Bosque de Intimpas hábitat natural de orquídeas.
- Nevado Ampay
- Llamayoq, pinturas rupestres a 3850 m s. n. m. cerca a Parhuani. Se trata de 6 llamas de color rojo.
- También hay muchos restos arqueológicos por investigar como: Imponeda, Gentilcorral, Q'acsa, Trujipata, etc
- Parque ecológico de Taraccasa, popularmente conocido como El Mirador[6]

## Comunicaciones
- A través de la Panamericana Sur a 16 Horas de Lima en auto
- A 4 horas en auto de la ciudad del Cusco
- 10 min de la ciudad de Abancay

## Festividades
- Los Carnavales del mes de febrero
- Septiembre: Señor de la Exaltación.
- Octubre: Fiesta homenaje al Señor de los Milagros.
- Diciembre: Virgen de la Piedad.